# Charles Manners, 6:e hertig av Rutland

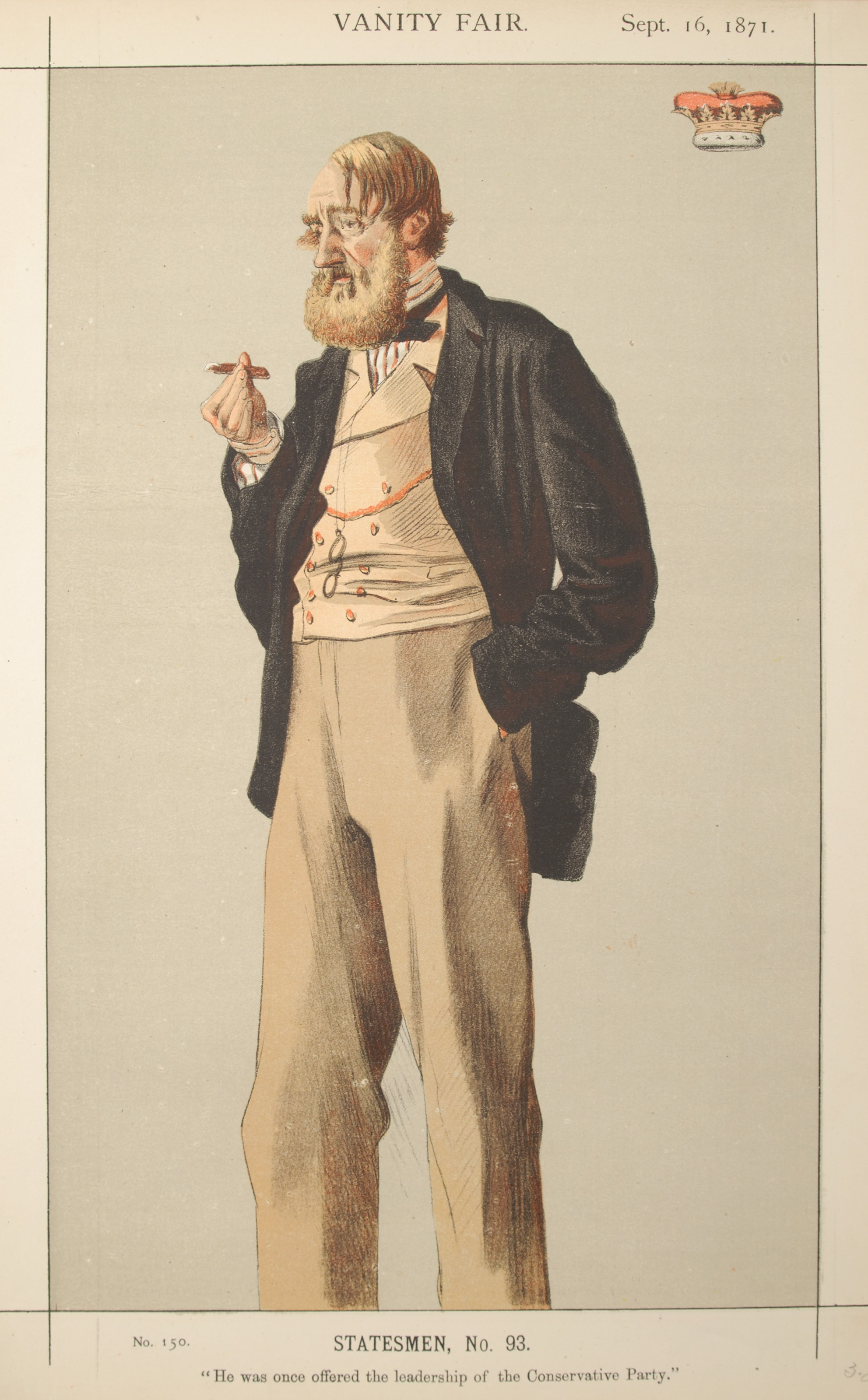
Charles Manners, 6:e hertig av Rutland, karikatyr i Vanity Fair 1871.

Charles Manners, 6:e hertig av Rutland, född den 6 maj 1815, död den 3 mars 1888 på Belvoir Castle, var en engelsk ädling. Han var son till John Manners, 5:e hertig av Rutland och lady Elizabeth Howard.
Han utbildades vid Eton och Trinity College i Cambridge. Vald till parlamentsledamot 1837 satt han som sådan till 1851. Dessutom var han kammarherre hos prins Albert 1843-1846. Han följde sin far som hertig av Rutland 1857 och utnämndes till riddare av Strumpebandsorden av drottning Viktoria 1867. Han fungerade också som lordlöjtnant över Leicestershire från 1857 till 1888. 
Hertigen gifte sig aldrig men svärmade för en rad kvinnor, bland andra lady Frances Miles som han testamenterade sin stora lustjakt till 1888. 